# Liste der Baudenkmäler in Binswangen
Auf dieser Seite sind die Baudenkmäler in der schwäbischen Gemeinde Binswangen zusammengestellt. Diese Tabelle ist eine Teilliste der Liste der Baudenkmäler in Bayern. Grundlage ist die Bayerische Denkmalliste, die auf Basis des Bayerischen Denkmalschutzgesetzes vom 1. Oktober 1973 erstmals erstellt wurde und seither durch das Bayerische Landesamt für Denkmalpflege geführt wird. Die folgenden Angaben ersetzen nicht die rechtsverbindliche Auskunft der Denkmalschutzbehörde.

## Baudenkmäler
| Lage                          | Objekt                                                   | Beschreibung | Akten-Nr.              | Bild                                |
| ----------------------------- | -------------------------------------------------------- | --- | ---------------------- | ----------------------------------- |
| Am Schloßberg 2 (Standort)    | Katholische Pfarrkirche St. Nikolaus                     | einschiffiger Bau mit flacher Stichkappentonne und eingezogenem Chor, quadratischer Turm mit Spitzhelm über Dreiecksgiebeln, im Kern 2. Hälfte 15. Jahrhundert, 1739/40 durchgreifender Umbau durch Johann Benedikt Ettl, 1905 erweitert; mit Ausstattung                              | D-7-73-116-1           | weitere Bilder                      |
| Hauptstraße 2, 2 a (Standort) | Wohnhaus                                                 | zweigeschossiger Mansarddachbau in Ecklage mit profilierten Giebelgesimsen, 18./19. Jahrhundert. | D-7-73-116-3 Wikidata  | Wohnhaus                            |
| Hauptstraße 3 (Standort)      | Ehemaliges Gasthaus Schwarzer Adler                      | zweigeschossiger Satteldachbau, im Kern 18. Jahrhundert, Umgestaltung im 19. Jahrhundert; zugehöriges Rückgebäude, zweigeschossig mit Satteldach, 19. Jahrhundert. | D-7-73-116-4 Wikidata  | Ehemaliges Gasthaus Schwarzer Adler |
| Hauptstraße 17, 19 (Standort) | Wohnhaus                                                 | zweigeschossiges, traufseitiges Doppelhaus mit Mansard-Halbwalmdach, um 1800. | D-7-73-116-5 Wikidata  | Wohnhaus                            |
| Hauptstraße 26 (Standort)     | Wohnhaus                                                 | wohl ehemaliges Judenhaus, eingeschossiger Satteldachbau mit Schweifgiebel, 2. Hälfte 18. Jahrhundert. | D-7-73-116-6 Wikidata  | Wohnhaus                            |
| Hauptstraße 27 (Standort)     | Wohnhaus                                                 | wohl ehemaliges Judenhaus, eingeschossiger, giebelständiger Satteldachbau mit Giebelgesimsen, Anfang 19. Jahrhundert. | D-7-73-116-7 Wikidata  | Wohnhaus                            |
| Hauptstraße 33 (Standort)     | Wohnhaus                                                 | ehemaliges Judenhaus, erdgeschossiger Satteldachbau mit reich gestalteter Fassade, um 1840/50 | D-7-73-116-8 Wikidata  | weitere Bilder                      |
| Judengasse 3 (Standort)       | Ehemalige Synagoge                                       | zweigeschossiger, längsrechteckiger Backsteinbau mit Satteldach und Treppengiebel, Eingänge und Fenster mit dreipassförmigem bzw. hufeisenbogigem Abschluss, nach Plänen von Michael Christa 1836–1837 von Leonhard Christa erbaut.                                                    | D-7-73-116-9 Wikidata  | weitere Bilder                      |
| Römerstraße 18, 20 (Standort) | Katholische Bruderschaftskapelle St. Maria vom Skapulier | Zentralbau über Grundriss eines griechischen Kreuzes mit Kuppel und zwei Türmen, im Auftrag von Hans Konrad Schertlin 1617 wohl von Johann Alberthal errichtet; mit Ausstattung; Friedhofsmauer mit Stichbogennischen, wohl gleichzeitig, Südostabschnitt mit Portal um 1960 erneuert. | D-7-73-116-2 Wikidata  | weitere Bilder                      |
| Schulstraße 2 (Standort)      | Pfarrhof                                                 | zweigeschossiger Walmdachbau mit profiliertem Traufgesims, 18. Jahrhundert; Pfarrstadel, Satteldachbau, wohl 1. Hälfte 19. Jahrhundert. | D-7-73-116-10 Wikidata | Pfarrhof                            |